# 通灵芯片
《通灵芯片：计算机运作的简单原理》（英語：The Pattern on the Stone: The Simple Ideas that Make Computers Work）是由丹尼尔·希利斯著作的一部科普读物，英文版由Basic Books在1998年出版(ISBN 0-465-02595-1)，中文版则由上海科学技术出版社出版，崔良沂译(ISBN 9787532394418)。该书从一个外行人的角度解释了计算机科学中的一些基本概念。
该书介绍了一些有关布尔代数的主题，如信息论、并行计算、加密、算法、启发式计算、通用计算，和一些的新兴的技术，如量子计算和自学习系统。